# Famille Attinger
La famille Attinger est une famille de libraires, imprimeurs et éditeurs à Neuchâtel, en Suisse. La famille est originaire de Villiers (canton de Neuchâtel) depuis 1819.

## Histoire
Après un siècle de pragmatisme économique à l’égard de l’imprimerie, les autorités neuchâteloises du début du XIXe siècle se montrent plus sévères que par le passé. Rendu prudent par les remous provoqués par les productions de la Société typographique de Neuchâtel et les impressions clandestines, le gouvernement neuchâtelois contrôle désormais la production de ses imprimeurs. C’est dans ce contexte que, le 15 mars 1831, Charles-Auguste Attinger (1784) fonde son imprimerie.
Originaire du Wurtemberg, Charles Attinger (1784-1839) a appris le métier d’imprimeur à Tübingen, auprès de la maison Fues. Son diplôme en poche, il est engagé, en 1804, par l’imprimerie Fauche-Borel en qualité de prote. Victime d’une gestion hasardeuse par les descendants de Samuel Fauche, l’entreprise pour laquelle travaille Charles Attinger est rachetée en 1814 par Charles-Henri Wolfrath. Au début de l’année 1831, Charles Attinger, profitant de la vente du matériel typographique d’Eugène Fauche, se met à son compte et fonde la Société Charles Attinger & Cie. La société compte alors trois partenaires : Charles Attinger, Henri Nicolas et François Fornachon. Cette société ne sera que de courte durée puisque, dès l’année suivante, Charles Attinger se sépare de ses associés, devenant seul maître à bord. Face à l’imprimerie Wolfrath, la maison Attinger peine cependant à se faire une place. Aussi, à la mort de Charles Attinger, son fils, Jämes Attinger (1818-1885), hérite d’une situation difficile. Sous la direction de Jämes Attinger, l’entreprise fondée par son père connaît des déménagements successifs pour répondre à sa croissance. De plus, elle se dote d’une nouvelle presse mécanique. À sa mort, en 1885, Jämes Attinger, remet cette entreprise désormais prospère à ses trois fils : Paul (1865-1939), Victor (1856-1927) et Jämes (1864-1955).
Période charnière de l’histoire industrielle, le début du XXe siècle voit apparaître tout une série de progrès mécaniques. L’imprimerie n’échappe pas à cette évolution. Sous l’impulsion de ses trois nouveaux directeurs, la maison que l’on appelle désormais Éditions Attinger Frères se dote d’un outillage moderne. Elle étend aussi ses activités en ouvrant deux ateliers, l'un de photogravure, l'autre de reliure et une librairie (l’ancienne librairie Kissling). Mais bientôt, et pour des raisons floues, la maison Attinger Frères est scindée en trois entités : Paul prend la tête de l’imprimerie, Jämes de la papeterie et de la librairie tandis qu’à Victor Attinger échoient l’office de photographie et de photogravure ainsi que les éditions. À la suite de cette restructuration, comme le souligne François Vallotton : « La restructuration de l’entreprise au tournant du siècle va avoir comme principale conséquence de rendre l’éditeur beaucoup plus prudent ». Ne pouvant plus compter sur les revenus de l’imprimerie pour « balancer » certains choix éditoriaux peu lucratifs, Victor Attinger doit renoncer à toute publication ne faisant pas ses frais ». Contraint désormais de manœuvrer avec prudence et de lutter pour de nouveaux marchés, les Éditions Victor Attinger ouvrent, en 1908, une succursale parisienne. Mais la Première Guerre mondiale met à mal les investissements consentis par Victor Attinger et celui-ci s’endette. Désormais limité dans le développement de sa politique éditoriale, il ne parvient pas à redresser ses finances. Au décès de Victor Attinger, en 1927, c’est son fils, Jean-Victor Attinger, qui reprend les rênes de l’entreprise et ce jusqu’à son propre décès, en 1967.
De son côté, l’Imprimerie Paul Attinger poursuit sa voie sous la direction de Paul Attinger (1865-1939) puis de son fils, Pierre Attinger (1903-1980). Un temps typographe pour l’imprimerie de son père, Pierre Attinger, Gilles Attinger crée à son tour une maison d'édition. Celle-ci, spécialisée dans l'histoire et le patrimoine neuchâtelois, prend le nom d’Éditions Gilles Attinger. La maison d'édition devient une SA en 2004 et est reprise par Derck Engelberts, sous le nom de Éditions Attinger. Elle est cédée à Philippe Dubath en 2010. Gilles Attinger et son épouse, Marie-Claire Attinger, poursuivent une activité éditoriale, notamment pour terminer la publication en français du Dictionnaire historique de la Suisse, sous la raison sociale Gilles Attinger, éditeur Sàrl. Quant à Philippe Dubath, il poursuit l'activité éditoriale des Éditions Attinger dans le domaine de l'histoire régionale avant de créer, en parallèle, une maison d'édition généraliste: Les Nouvelles Éditions.

## Membres de la famille Attinger
- Charles Attinger (1784-1839).
- Jämes Attinger (1818-1885).
- Paul(-Louis) Attinger (1865-1939)[6].
- Victor Attinger (1856-1927).
- Jämes fils Attinger (1864-1955).
- Pierre Attinger (1903-1980).
- Gilles Attinger (s.d.).
- Claude(-Albert) Attinger (1906-1993), horloger et physicien[6].

## Publications majeures
- Atlas pittoresque de la France.
- Atlas pittoresque de la Suisse.
- Dictionnaire géographique de la Suisse (1900-1910).
- Dictionnaire historique et biographique de la Suisse (1921-1934).

## Adresses neuchâteloises des sociétés
Les sociétés ont été domiciliées aux adresses suivantes :
- 1831 : Rue Fleury.
- 1832-? : Rue Saint-Maurice.
- 1847-? : Escaliers du château.
- 1855-? : Ancien hôtel de ville.
- 1832-?, 1861-1889 : Rue Saint-Honoré.
- 1889-1910 : Premier-mars 20.
- 1910-1930 : Faubourg de l'Hôpital 12.

### Archives
- Fonds Éditions Victor Attinger (1800-1995) [68,4 ml].  Cote : VAT. Neuchâtel : Bibliothèque publique et universitaire de Neuchâtel (présentation en ligne)..